# Cicaré CH-14
Cicare CH-14 Aguilucho (trong tiếng Tây Ban Nha có nghĩa là "Chim Đại bàng nhỏ" hay "Chim săn mồi") là một máy bay trực thăng thử nghiệm được sản xuất bởi công ty Cicaré Helicópteros của Argentina. Máy bay này được thiết kế cho các vai trò dân sự, an ninh và quân sự.

## Thiết kế và phát triển
Năm 2005, Argentine Army Aviation chỉ định Augusto Cicaré chế tạo một loại máy bay trực thăng hạng nhẹ. Mẫu máy bay đầu tiên được hoàn thành vào đầu năm 2007, và chuyến bay đầu tiên diễn ra vào ngày 19 tháng 3 năm 2007. Máy bay này ra mắt công chúng lần đầu trong "Ngày Hàng không Quân đội" 23 tháng 11 năm 2007.
Dữ liệu lấy từ Cicare CH-14 Aguilucho technical data
Đặc điểm tổng quát
- Kíp lái: 2
- Chiều dài: 11.8 m (38 ft 7 in)
- Đường kính rô-to: 10.00 m (32 ft 8 in)
- Chiều cao: 3.3 m (11 ft 0 in)
- Trọng lượng rỗng: 750 kg (1650 lb)
- Trọng lượng cất cánh tối đa: 1,450 kg (3,190 lb)
- Động cơ: 1 × Rolls-Royce Allison 250-C20-B turboshaft, 313 kW (420 shp)
- Cánh quạt: two blade rotor

 Hiệu suất bay 
- Vận tốc cực đại: 240 km/h (149 knots,  mph)
- Vận tốc hành trình: 210 km/h (131 knots,  mph)
- Tầm bay: 510 km (275 nm, 320 mi)
- Tầm bay chuyển sân: 1,000 km (540 nm, 620 mi)
- Trần bay: 4,500 m (14,764 ft)
- Vận tốc lên cao: 8 m/s (1,925 ft/min)